# Monrovia Black Star FC
Monrovia Black Star Football Club w skrócie Monrovia Black Star FC – liberyjski klub piłkarski grający niegdyś w pierwszej lidze liberyjskiej, mający siedzibę w mieście Monrovia.

## Sukcesy
- I liga[1]:
  - mistrzostwo (1): 2008.

- Puchar Liberii[2]:
  - zwycięstwo (1):  2008.

- Superpuchar Liberii[3]:
  - zwycięstwo (1):  2009.

## Występy w afrykańskich pucharach
| Sezon | Rozgrywki     | Runda   | Kraj    | Klub         | Dom | Wyjazd | Dwumecz |
| ----- | ------------- | ------- | ------- | ------------ | --- | ------ | ------- |
| 2009  | Liga Mistrzów | wstępna | Nigeria | Heartland FC | 1–6 | 0–4    | 1–10    |

## Stadion
Domowe mecze klub rozgrywa na stadionie o nazwie Antoinette Tubman Stadium w Monrovii, który może pomieścić 15000 widzów.